# Basketligaen Norge 2006-2007
La Basketball Ligaen Norge 2006-2007 è stata la 40ª edizione del massimo campionato norvegese di pallacanestro maschile. La vittoria finale è stata appannaggio degli Ulriken Eagles.

## Risultati

### Stagione regolare
|    | Squadra              | G  | V  | P  | PF | PS | Pt. | Qualificazione |
| -- | -------------------- | -- | -- | -- | -- | -- | --- | -------------- |
| 1. | Tromsø Storm         | 21 | 18 | 3  |    |    | 36  | playoff        |
| 2. | Harstad Vikings      | 21 | 17 | 4  |    |    | 34  | playoff        |
| 3. | Asker Aliens         | 21 | 15 | 6  |    |    | 30  | playoff        |
| 4. | Ulriken Eagles       | 21 | 13 | 8  |    |    | 26  | playoff        |
| 5. | Bærum                | 21 | 10 | 11 |    |    | 20  |                |
| 6. | Fjellhamar Stallions | 21 | 7  | 14 |    |    | 14  |                |
| 7. | Kongsberg Penguins   | 21 | 4  | 17 |    |    | 8   |                |
| 8. | Kristiansand Pirates | 21 | 0  | 21 |    |    | 0   |                |

### Playoff
|  | Semifinali | Semifinali      | Semifinali |                 |    | Finale         | Finale | Finale |  |
|  |            |                 |            |                 |    |                |        |        |  |
|  | 1.         | Tromsø Storm    | 0          |                 |    |                |        |        |  |
|  | 1.         | Tromsø Storm    | 0          |                 |    |                |        |        |  |
|  | 4.         | Ulriken Eagles  | 2          |                 |    |                |        |        |  |
|  | 4.         | Ulriken Eagles  | 2          |                 | 4. | Ulriken Eagles | 3      |        |  |
|  |            |                 |            |                 | 4. | Ulriken Eagles | 3      |        |  |
|  |            |                 | 2.         | Harstad Vikings | 1  |                |        |        |  |
|  | 2.         | Harstad Vikings | 2.         | Harstad Vikings | 1  | 2              |        |        |  |
|  | 2.         | Harstad Vikings |            |                 |    |                |        |        |  |
|  | 3.         | Asker Aliens    | 1          |                 |    |                |        |        |  |

| Basketligaen Norge 2006-2007 |
| ---------------------------- |
| Ulriken Eagles 4º titolo     |

## Formazione vincitrice
| N° | Naz.                   | Ruolo | Sportivo        |  | Alt. |  |
| -- | ---------------------- | ----- | --------------- |  | ---- |  |
|    | Stati Uniti (bandiera) | All.  | Jerome Anderson |  |      |  |